# Kelly Ripa
Kelly Maria Ripa (ur. 2 października 1970 w Stratford) – amerykańska aktorka i prezenterka talk-show.

## Życiorys
Urodziła się w Stratford w New Jersey jako córka Esther A. (z domu Reilly) i Josepha R. Ripy. Jej rodzina miała pochodzenie włoskie i irlandzkie. Wychowywała się ze starszą siostrą Lindą (ur. 3 grudnia 1968). Uczyła się baletu od trzeciego roku życia i opanowała grę na pianinie. W 1989 ukończyła Eastern Regional High School w Voorhees. 
Występowała w inscenizacji Brzydkie kaczątko, gdy zwróciła się do niej jej obecna menedżerka, Cathy Parker, która zachęciła ją do aktorstwa. Po ukończeniu Camden County Community College w New Jersey, występowała w lokalnych produkcjach teatralnych, zanim w listopadzie 1990 dołączyła do opery mydlanej ABC Wszystkie moje dzieci (All My Children) w roli Hayley Santos , za którą otrzymała nagrodę tygodnika „Soap Opera Diges” w 1996 i 2000 dla wybitnej młodej aktorki pierwszoplanowej, a w 1998 w kategorii najgorętszy romans. 
1 maja 1996 zawarła związek małżeński z aktorem Markiem Consuelosem, z którym ma dwóch synów – Michaela Josepha Consuelos (ur. 2 czerwca 1997) i Joaquina Antonio (ur. 24 lutego 2003) oraz córkę Lolę Grace (ur. 16 czerwca 2001).

## Filmografia

### Filmy
- 1996: Pokój Marvina (Marvin’s Room) jako Coral
- 1999: Dubler (The Stand–In) jako Jennifer
- 2001: Someone to Love (TV) jako Michelle
- 2002: Gwiazdka muppetów (It’s a Very Merry Muppet Christmas Movie, TV) – w roli samej siebie
- 2003: Kim Kolwiek: Było, jest i będzie (Kim Possible: A Sitch in Time) jako Przyszła Bonnie (głos)
- 2003: Batman: Tajemnica Batwoman (Batman: Mystery of the Batwoman) jako dr Roxanne „Rocky” Ballantine / Batwoman (głos)
- 2008: Delgo jako Kurrin (głos)
- 2008: Wspaniały Buck Howard (The Great Buck Howard)  – w roli samej siebie
- 2008: Wyprawa na Księżyc 3D (Fly Me To The Moon) jako	mama Nata

## Seriale
- 1990–2002, 2010: Wszystkie moje dzieci (All My Children) jako Hayley Santos
- 2002: Nie ma sprawy (Ed) jako Jennifer Bradley
- 2002: Głowa rodziny (Family Guy) – w roli samej siebie (głos)
- 2003: Saturday Night Live jako gospodarz
- 2003: Fałszywa dwunastka (Cheaper by the Dozen) – w roli samej siebie
- 2003–2006: Hope i Faith (Hope & Faith) jako Faith Fairfield
- 2003–2006: Poszukiwani (1-800-Missing) jako Melody
- 2005: Kaczor Dodgers (Duck Dodgers) jako nowy kadet (głos)
- 2006, 2007: Dalej, Diego! (Go, Diego, Go!) jako Grzywiasty Wilk (głos)
- 2007: Jak obrabować Micka Jaggera (The Knights of Prosperity) – w roli samej siebie
- 2008: Brzydula Betty (Ugly Betty) – w roli samej siebie
- 2009: Układy (Damages) – w roli samej siebie
- 2009: Bracia i siostry (Brothers & Sisters) – w roli samej siebie
- 2011: Hannah Montana (seria 4) – w roli samej siebie
- 2011: Rockefeller Plaza 30 (30 Rock) – w roli samej siebie
- 2016–: CNN Heroes jako współgospodarz
- 2018–2019: Nie ma lekko (American Housewife) jako Whitney
- 2019: Riverdale jako Pani Mulwray